# 20E busz (Budapest)
A budapesti 20E jelzésű autóbusz a Keleti pályaudvar metróállomás és Káposztásmegyer, Szilas-patak között közlekedik zónázó gyorsjáratként. A vonalat az ArrivaBus Kft. üzemelteti. Összeköti Káposztásmegyert, Újpestet, Angyalföldet, Erzsébetvárost és Józsefvárost. Három metróvonalat, valamint két-két vasútállomást és nagy lakótelepet is érint, ezért jelentős forgalmat bonyolít le egyes szakaszain. A busz a Keleti pályaudvar és az Angyalföld kocsiszín között gyorsjáratként közlekedik, tovább minden megállóban megáll káposztásmegyeri végállomásáig.

## Története
A 20-as 2008. augusztus 21-étől 20E jelzéssel közlekedik és megáll a 220-as busz Vadgesztenye utcai megállójában is.
2008-tól a BKV a vonalat a Nógrád Volánnak adta alvállalkozásba, a cég az időközben befejeződő villamospótlásról lekerülő járművekkel biztosította a kocsikiadást. Azonban a Fővárosi Közgyűlés 2009 áprilisában felmondta a szerződést, mivel a volán emelni akarta a kilométerenkénti vállalkozási díjat. A járatot újra a BKV üzemeltette, magas padlós Ikarus 280-as, illetve alacsony padlós Volvo 7700A buszokkal.
2013. november 30-ától a Verseny utca helyett a Thököly úton közlekedik. Végállomása a korábbi Baross-szobor melletti autóbusz-végállomástól először a Thököly úton kialakított ideiglenes végállomásra került (a szobrot később áthelyezték a Baross tér közepére), majd 2014. október 4-étől végleges helyére, a Keleti pályaudvar másik oldalára helyezték, a trolibusz terminálhoz. Ettől az időponttól mindkét irányban megáll a 7-es buszok megállójában is, segítve az átszállást.
2017. november 4-étől 2019. március 29-éig az M3-as metró felújítása miatt először ideiglenesen, majd 2020. november 2-ától állandó jelleggel megáll a Munkásotthon utca megállóhelyen is.
2021. október 2-ától hétvégente és ünnepnapokon az autóbuszokra kizárólag az első ajtón lehet felszállni, ahol a járművezető ellenőrzi az utazási jogosultságot.

## Útvonala
| Káposztásmegyer, Szilas-patak felé |
| Keleti pályaudvar M vá. – Kerepesi út – Baross tér – Thököly út – Dózsa György út – Vágány utca – Szent László út – Kis Gömb utca – Reitter Ferenc utca – Gyöngyösi utca – Béke utca – aluljáró – Pozsonyi utca – Tél utca – Rózsa utca – Szent Imre utca – Leiningen Károly utca – Iglói utca – Sporttelep utca – Óceán-árok utca – Káposztásmegyer, Szilas-patak vá. |
| Keleti pályaudvar felé |
| Káposztásmegyer, Szilas-patak vá. – Óceán-árok utca – Sporttelep utca – Iglói utca – Leiningen Károly utca – Szent Imre utca – Rózsa utca – Tél utca – Pozsonyi utca – aluljáró – Béke utca – Gyöngyösi utca – Reitter Ferenc utca – Mór utca – Szent László út – Vágány utca – Dózsa György út – Thököly út – Baross tér – Kerepesi út – Keleti pályaudvar M vá.      |

## Megállóhelyei
| 0  | Keleti pályaudvar M végállomás           | 39 | 30, 30A, 230 73, 76, 80 23, 24 G10 S60 G60 Z60 S80 G80 IC, EC, EN, InterRégió, sebesvonat, gyorsvonat, expresszvonat, |
| 2  | Keleti pályaudvar M                      | 36 | 5, 7, 7E, 8E, 30, 30A, 107, 108E, 110, 112, 133E, 230 78, 79                                                          |
| 8  | Hősök tere M                             | 28 | 30, 30A, 105, 210, 210B, 230 72, 75, 79                                                                               |
| 11 | Vágány utca / Róbert Károly körút        | 24 | 30, 30A, 32, 105, 210, 210B, 230 1, 1A                                                                                |
| 13 | Szegedi út                               | 22 | 30, 30A, 32, 230 S70 G70 S71 S72 Z72 (Rákosrendező)                                                                   |
| 15 | Futár utca                               | 20 | 30, 30A, 230 |
| 19 | Angyalföld kocsiszín                     | 16 | 30, 30A, 230 12, 14                                                                                                   |
| 20 | Tél utca / Pozsonyi utca                 | 15 | 25, 30, 30A, 120, 121, 230 12, 14                                                                                     |
| 21 | Nap utca                                 | 14 | 25, 120, 121 |
| 22 | Újpesti Erőmű                            | 13 | 25, 120, 121 |
| 23 | Ősz utca                                 | 12 | 25, 120 |
| ∫  | Munkásotthon utca                        | 11 | 120 |
| 25 | Árpád üzletház                           | 10 | 25, 104, 104A, 120, 170, 196, 196A, 204, 220, 270                                                                     |
| 26 | Deák Ferenc utca / Rózsa utca            | 9  | 220 |
| 27 | Újpesti rendelőintézet                   | 8  | 96, 220 12, 14 |
| 29 | Szent László tér                         | 7  | 96, 220 |
| 30 | Vécsey Károly utca                       | 6  | 96, 220 |
| 31 | Iglói utca                               | 5  | 96, 121, 220 |
| 32 | Vadgesztenye utca                        | ∫  | 121, 220 |
| 33 | Erdősor út                               | 3  | 121, 220 |
| 34 | Művelődési Központ                       | 2  | 121, 126, 196, 296, 296A                                                                                              |
| 35 | Hajló utca                               | 1  | 121, 126, 196, 296, 296A                                                                                              |
| 36 | Káposztásmegyer, Szilas-patak végállomás | 0  | 121, 126, 196, 296, 296A 14                                                                                           |

## Képgaléria

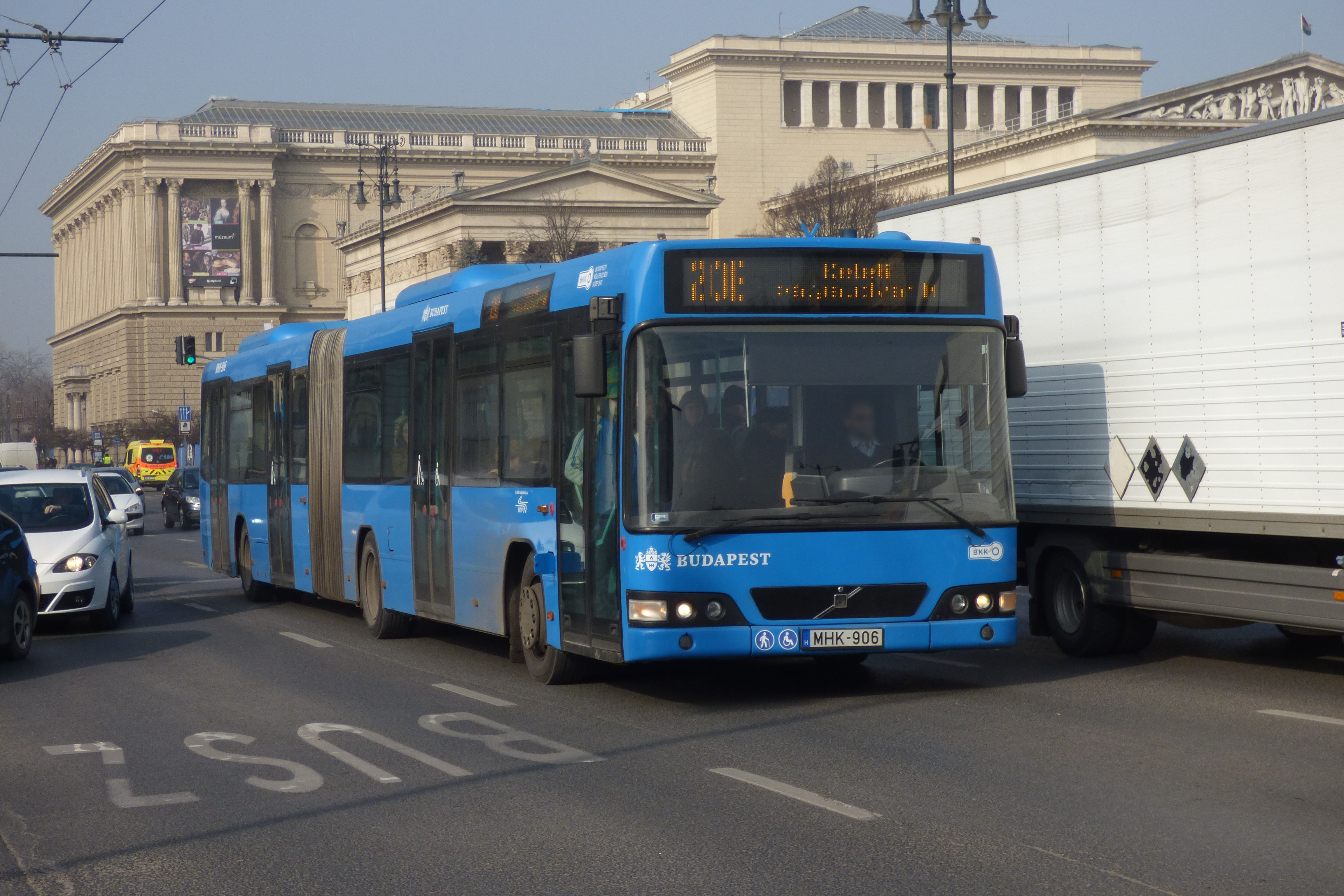
Volvo 7000A a Hősök terénél
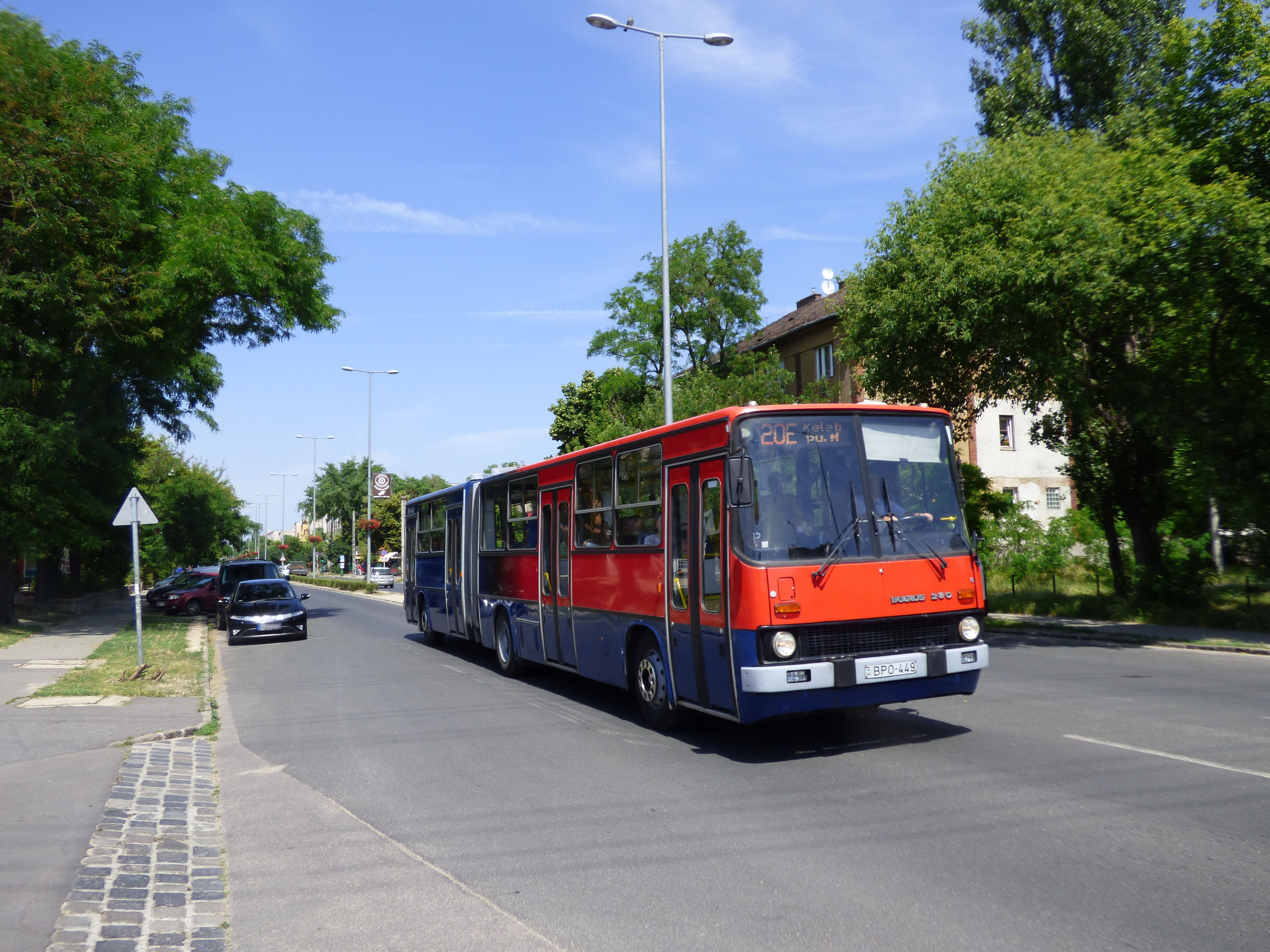
Pótlóbusz a vonalon
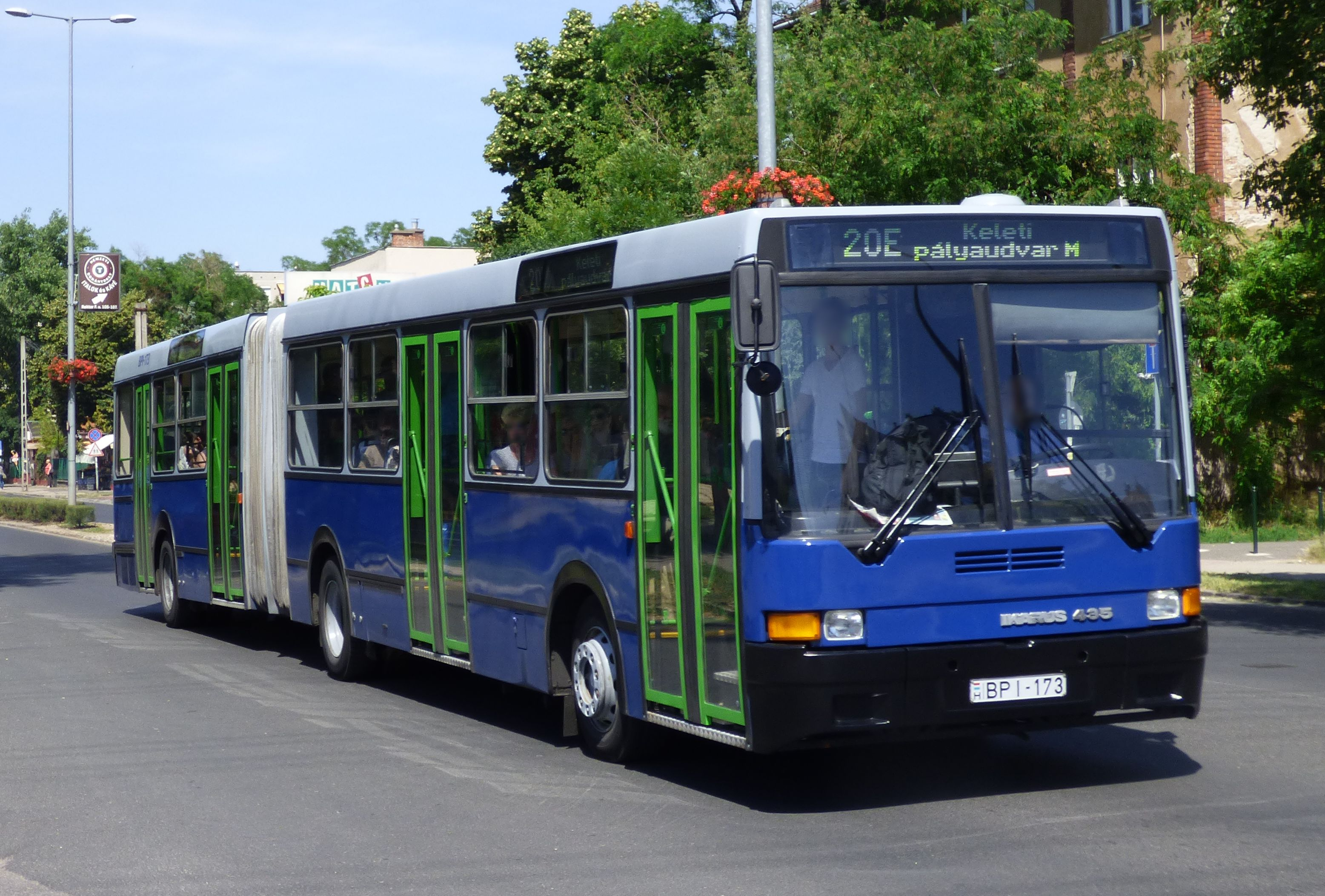
Ikarus 435 a Reitter Ferenc utcán
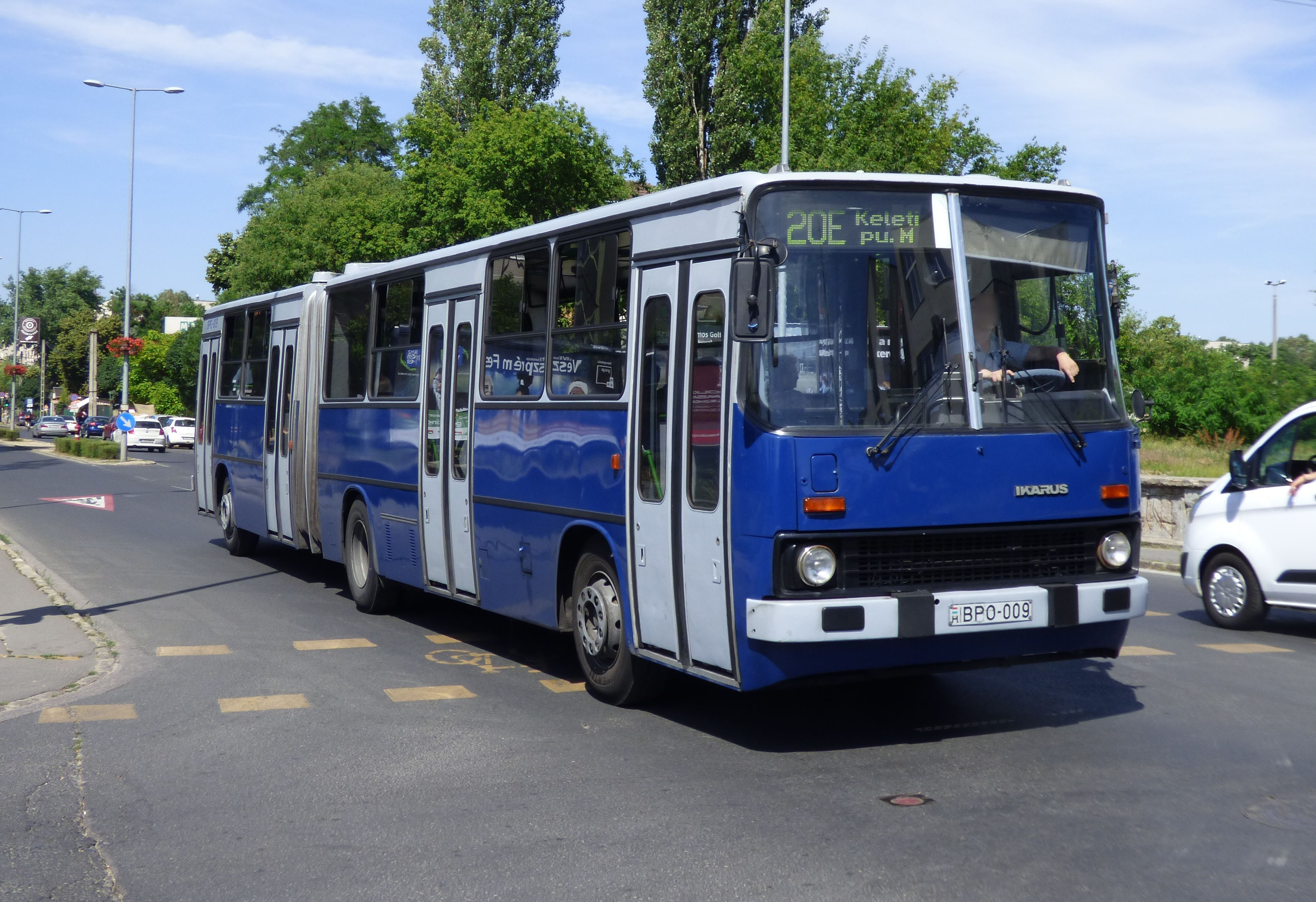
Ikarus 280 a Reitter Ferenc utcán
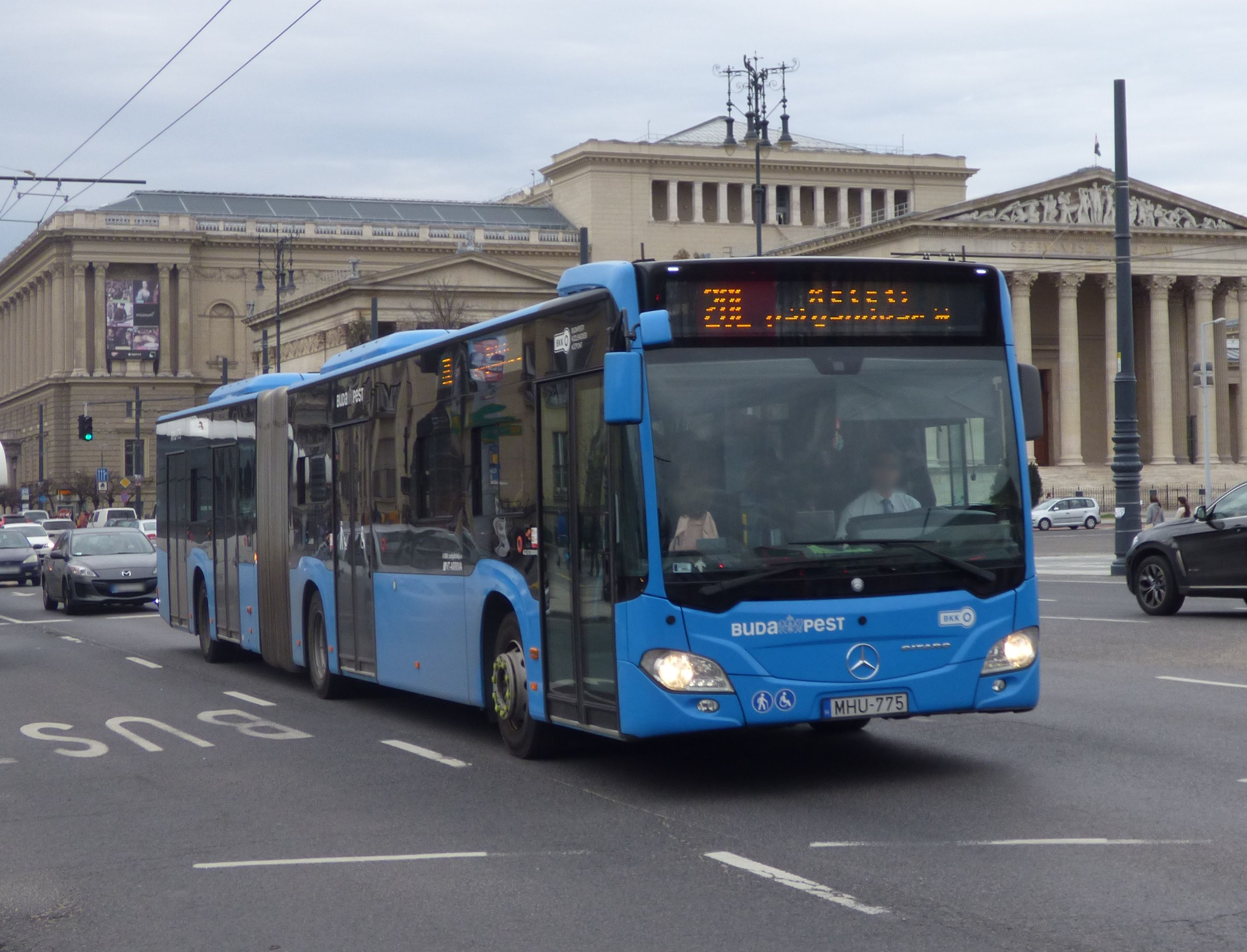
MB Citaro a Hősök terén
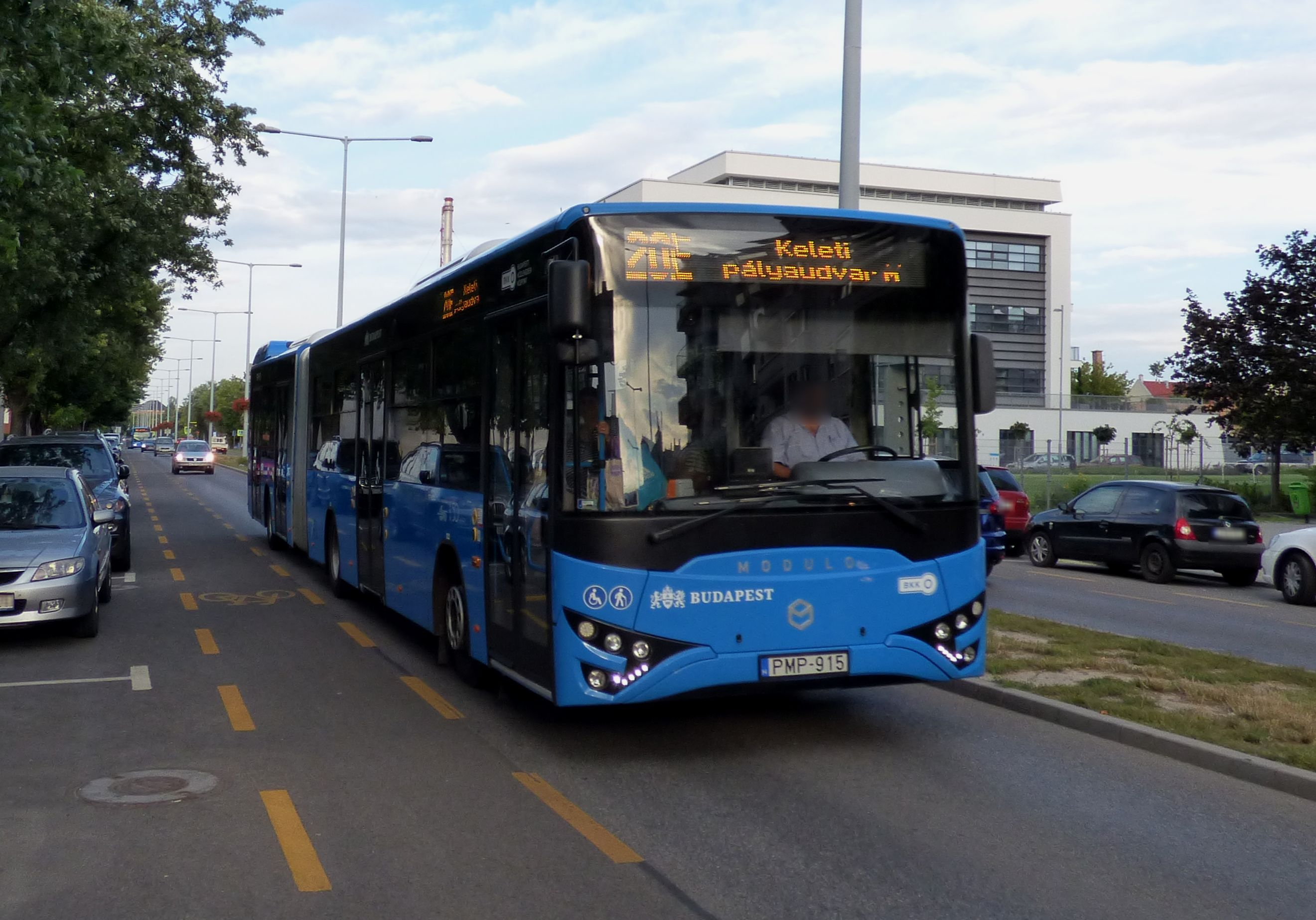
Modulo M168d Újpesten